# Santa Croce e Purgatorio al Mercato (Nápoly)
A Santa Croce e Purgatorio al Mercato templom Nápoly történelmi központjában, a Piazza del Mercatón.

## Története
A templom eredete a 13. századra vezethető vissza. Helyén eredetileg egy kápolna állt. Ezen a helyen fejeztette le I. Károly Konradint, az utolsó Stauf-házi királyt 1268. október 29-én. Erre az eseményre egy porfír tábla emlékeztet. A templom érdekessége egy bőrdarab, amelyen állítólag Konradint lefejezték. 1781-ben építették egy tűzvész után, amely elpusztította a kápolnát. 1786-ban Francesco Sicuro tervei alapján felújították. Az 1980-as hirpiniai földrengésben erősen megrongálódott. Jelenleg zárva, restaurálásra várva. Műtárgyait (többek között Luca Giordano alkotásait) a Castel Nuovóban őrzik.